# Berejanka, Hmelnîțkîi
Berejanka (în ucraineană Бережанка) este un sat în comuna Pedosî din raionul Hmelnîțkîi, regiunea Hmelnîțkîi, Ucraina.

## Demografie
Componența lingvistică a localității Berejanka
     Ucraineană (96,7%)
     Rusă (3,08%)
     Alte limbi (0,22%)
Conform recensământului din 2001, majoritatea populației localității Berejanka era vorbitoare de ucraineană (96,7%), existând în minoritate și vorbitori de rusă (3,08%).